# 吳若權
吳若權（1962年1月28日—）台灣作家、主持人，也是企業行銷顧問，畢業於国立政治大学企業管理學系。曾經擔任IBM行政專員、HP惠普公司企劃專員、飛碟唱片董事長秘書、東元行銷經理，以及微軟行銷經理。

## 主持
- 中廣流行網《媒事來哈啦》（富邦文教基金會製作，2003年開播）
- 中廣流行網《青春好好young》

## 奖项
- 2010年《讀者文摘》百大，最值得信任總排名第21名，藝文界第4名
- 2019年第54屆廣播金鐘獎 《青春好好young》少年節目獎

## 外部連結
- 吳若權的Facebook專頁
- 吳若權皇冠官方網站（页面存档备份，存于）
- UDN城邦吳若權部落格（页面存档备份，存于）